# Tigridia gracielae
Tigridia gracielae är en irisväxtart som beskrevs av Aarón Rodr. och Ortiz-cat. Tigridia gracielae ingår i släktet Tigridia och familjen irisväxter. Inga underarter finns listade i Catalogue of Life.